# Château de Brignac (Saint-Guyomard)
Pour les articles homonymes, voir château de Brignac.
Le château de Brignac est un château situé à Saint-Guyomard, dans le département français du Morbihan en région Bretagne.

## Localisation
Le château est situé au lieu-dit Brignac, sur la commune de Saint-Guyomard.

## Historique
Les façades et toitures du château et la tour ont été classées au titre des monuments historiques par arrêté du 5 mai 1975. Cette protection est étendue, sous la forme d'une inscription aux monuments historiques, par arrêté du 27 juillet 2020 à la totalité du château et de la chapelle, à la glacière, aux façades et toitures des communs et au parc.

## Description
Le château a été construit au cours de plusieurs périodes entre le XVe et le  XVIIIe siècle. Son élément le plus intéressant est sa tour du XVe siècle dont l'accès porte la mention « fait par P. de Brignac et Pétronille de Robien, l'an 1509 ».